# Jean-Michel Folon
Pour les articles homonymes, voir Folon (homonymie).
Jean-Michel Folon, né le 1er mars 1934 à Uccle en Belgique et mort le 20 octobre 2005 à Monaco, est un aquarelliste, peintre, graveur et sculpteur belge. Il a travaillé sur de nombreux matériaux et créé sous diverses formes : aquarelle, peinture, gravure, sculpture, tapisserie, timbres-poste, décors de théâtre.

## Biographie

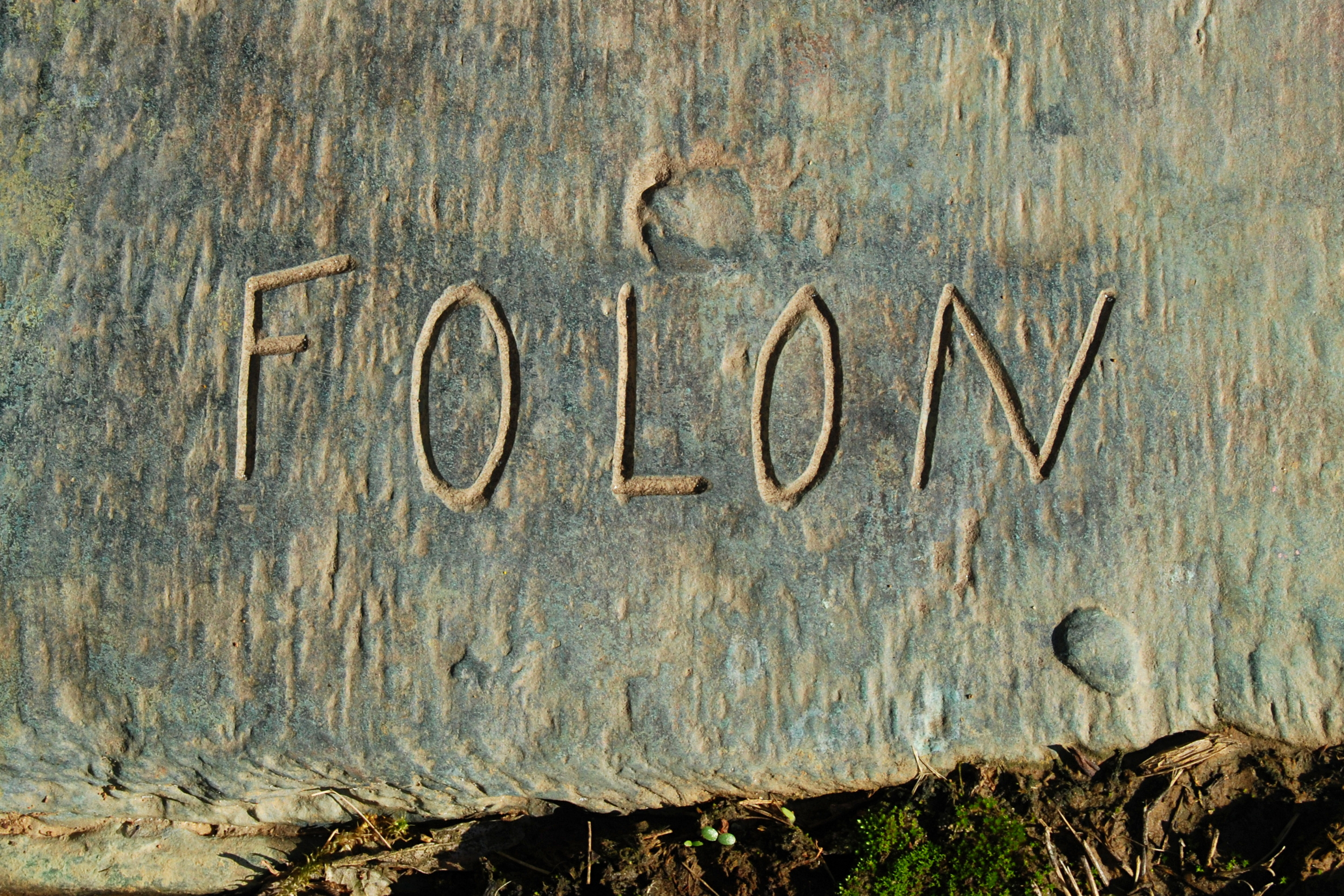
Signature de Folon au pied de la statue Quelqu'un (Collines de Wavre).

Durant l’année académique 1954-1955, il suivra quelques mois les cours d’esthétique industrielle de l’École nationale des Arts visuels de La Cambre. Il était doué pour le croquis mais il ne présentera pas ses examens de fin d’année. Encouragé par ses professeurs et son oncle Étienne Samson, il quittera Bruxelles pour Paris en 1955 et s’installera dans un pavillon de jardinier à Bougival.
Il se distingue bientôt dans le domaine de l'illustration par plusieurs styles (assumant une certaine filiation avec Saul Steinberg) caractérisé par de larges dégradés à l'aquarelle et l'utilisation récurrente de personnages au contour volontairement schématique. Leur expression égarée, leur errance en apesanteur dans de vastes paysages dénudés ou au contraire dans des espaces urbains oppressants et énigmatiques, parfaitement en phase avec les interrogations de la société occidentale de l'après mai 68 constituent sans doute le meilleur aspect de son œuvre.
Occasionnellement comédien, il joue un rôle secondaire pour Michel Polac dans La Chute d'un corps. Puis il tient un rôle plus important pour Maurice Dugowson : il est un des trois principaux personnages de Lily aime-moi. On le retrouve dans le film suivant, F… comme Fairbanks. En 1981, il a le premier rôle, auprès de Marlène Jobert dans le film L'Amour nu de Yannick Bellon.
En juin 1983, il dessine le premier logo d'Apple, « Mr. Macintosh », anciennement Macintosh, la société de Steve Jobs, finalement remplacé par celui de Tom Hughes. Le contrat était de 1$ par ordinateur vendu. Compte tenu des 30 millions d'unités vendues en quinze ans, il passe à côté de la plus importante opération financière de sa carrière,,.
L'année 1989 marque son succès philatélique et public en France : il conçoit le logo de l’exposition internationale philatélique de Paris Philexfrance 89, et le logo Les Oiseaux pour la commémoration de la Révolution française, figurant sur de nombreux timbres et objets commémoratifs dans le monde.
En 1990, Ray Bradbury participe à la rédaction du livre, Folon's Folons du Metropolitan Museum of Art. Il avait illustré les Chroniques martiennes en 1979.
Jean-Michel Folon est aussi un ardent défenseur des droits de l'homme. En 1989, il illustre les articles de la Déclaration universelle des droits de l'homme à l'occasion de ses 40 ans. Il a notamment aussi illustré diverses campagnes pour Amnesty International.
Il épousa successivement Colette Portal, puis Paola Ghiringhelli.
Il meurt d'une leucémie le 20 octobre 2005 à l'âge de 71 ans. Il est enterré au cimetière de Monaco.

## Fondation Folon

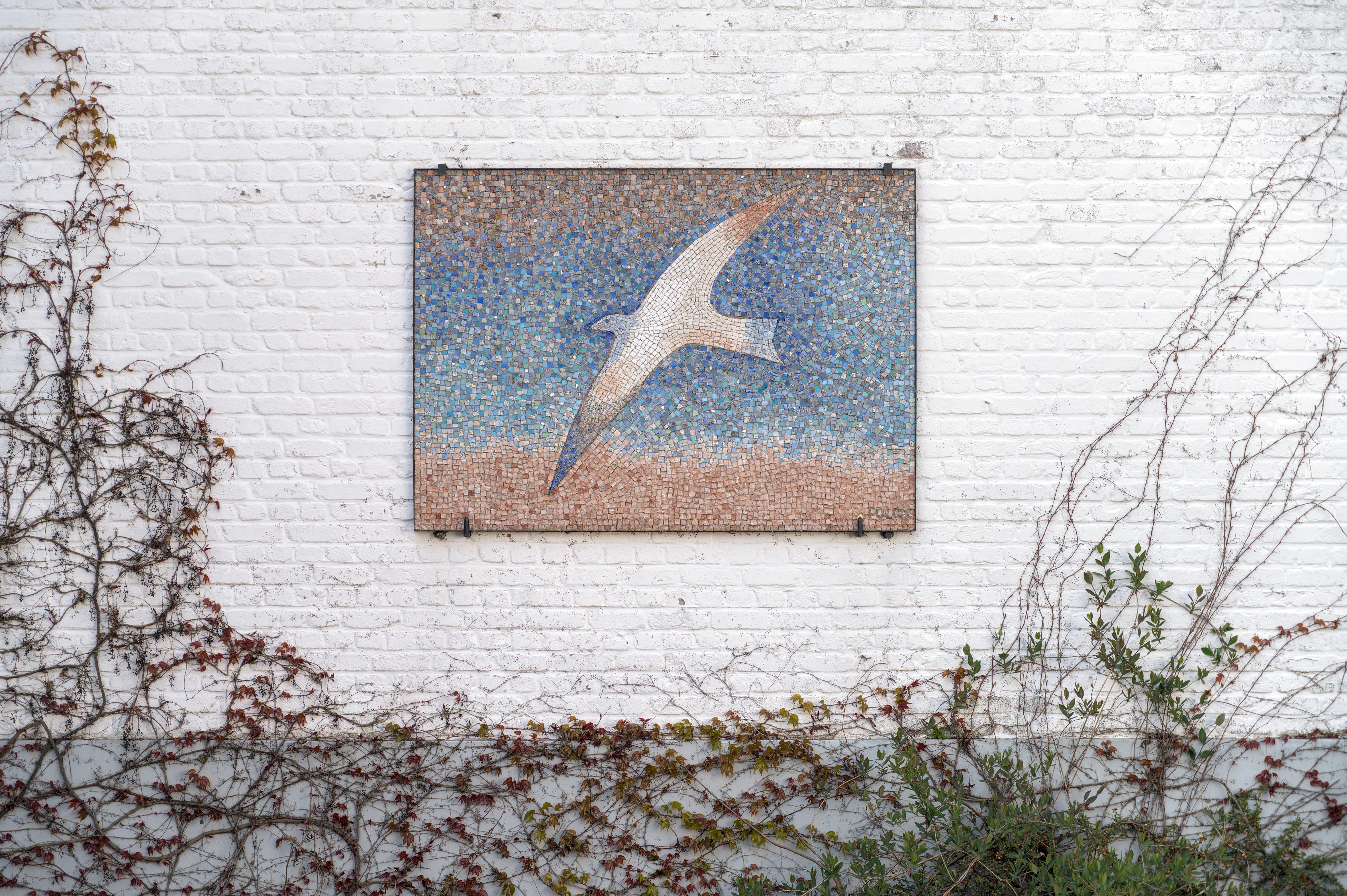
Mosaique exposée devant la Fondation Folon.

L'artiste possède son propre musée, la « Fondation Folon », qu'il a lui-même créé le 28 octobre 2000. La fondation est située dans le parc du domaine Solvay à La Hulpe. Dans la ferme du château de La Hulpe conçue par l'architecte Jean-Pierre Cluysenaar, quinze salles d'exposition permettent au visiteur de découvrir plus de trois cents œuvres de l'artiste (aquarelles, peintures, sculptures, gravures, objets, affiches et illustrations), qu'il réalisa avec ses amis tels les sculpteurs César, Botero, Adami, Kiti, Arman,.
La Fondation Folon, héritière de l'artiste a créé le 25 novembre 2015 à Monaco « L'atelier Folon », une association visant à faire connaître l'atelier de l'artiste en Principauté.
À l'occasion du 10e anniversaire de la Fondation Folon, la Poste belge a mis en vente le 16 octobre 2010 un carnet de dix timbres-poste « Folon ».

## Collections publiques
- Arlon, Musée Gaspar, collections de l'Institut archéologique du Luxembourg : Foule II, eau-fort et aquatinte[8].
- Marche-en-Famenne, Famenne & Art Museum : La cité abandonnée, aquatinte[9].

## Œuvre
Il a travaillé sur de nombreux matériaux et créé sous diverses formes : aquarelle, peinture, gravure, sculpture, tapisserie, timbres-poste, décors de théâtre.

### Aquarelles, sérigraphies, gravures
- Perdu , 1967
- Day After Day, 1970
- Un cri, 1970
- Carpaccio est mort, 1970
- Vivre en ville, 1971
- Fièvre, 1971
- La mort d'un arbre, 1971
- Fumées, 1971
- La jungle des villes - Monstres, 1971
- La jungle des villes - Evasion, 1971
- L'étranger, 1973
- L'architecture, 1975
- Un matin, 1975
- Partir, 1977
- La menace 1, 1978
- Toutes directions, 1978[11]
- Le quotidien, 1978
- To Day, 1978
- L'enfance de l'art, 1978
- Foule 1, 1979
- Foule 2, 1979
- La Toscane, 1980
- Pluie, 1980
- Steve Kahn, 1980
- Printemps, 1981
- Vue sur mer, 1981
- L'homme qui plantait des arbres, 1982[12]
- L'espace, 1982
- Personnage, 1983
- Ruines, 1984
- Un monde, 1984
- L'Aube, 1984
- Pluies de New York, 1984
- White birds, 1985
- Self-Portrait, 1985
- La politique, 1985
- I Cavalli di San Marco, 1985
- Quand un soldat, 1985
- Un espoir, 1986
- Lointains - Une route, 1986-1987
- Lointains - Un navire, 1986-1987
- Venise, 1988
- Mémoire de Palladio, 1988
- Mémoire d'Apollinaire , lettres à Lou 1, 1988
- La route, 1988
- Un symbole, 1988
- American Flag, 1990
- Un voyage, 1990
- Ruines, 1990
- Une ligne de lumière, 1991
- Voyage Bleu, 1991
- La traversée, 1991
- Nocturne, 1991
- Guitare, 1991
- Un voyage, 1991
- Guitare, 1992
- Ville assisse[réf. nécessaire], 1992
- Voyage brun, 1992
- Marine, 1993
- Voyage rouge, 1996
- Un voyage, 1997
- La Mer, 1998-1999
- Le poids des pensées, 1999

### Vitraux
- Les vitraux de l'église Saint-Étienne de Waha
- Les vitraux de l’église Saint-Amand de Burcy
- Les vitraux de la chapelle de Pise à Quissac

### Fresques
- Décoration de la station Montgomery du métro de Bruxelles (La ville magique)[13].

### Tapisseries
- Une tapisserie tissée à Aubusson et exposée au centre des congrès de Monaco.

### Sculptures
- Femme-oiseau, 1989
- Femme-oiseau, 1990
- Femme-oiseau, 1990
- Totem, 1990
- Personnage, 1990
- Tête, 1991
- Oiseau, 1991
- L'Amour fou, 1991
- Un oiseau, 1992
- Personnage, 1992
- Totem, 1992
- Femme, 1992
- La Ville est un songe, 1992
- Totem, 1992
- Tête de quelqu'un, 1992
- Un oiseau, 1993
- Femme-oiseau, 1993
- Oiseau, 1993
- L'Oiseau, 1993
- Loin, 1994
- Chat-oiseau, 1994
- On the road, 1994
- Serpent, 1994
- Chat, 1995
- Homme, 1995
- Un oiseau, 1995
- Homme-volant, 1995
- Grand Oiseau, 1995
- Un oiseau, 1995
- La Fontaine aux oiseaux, 1995
- Un oiseau, 1995
- Homme volant, 1995
- Un oiseau, 1995
- Centaure, 1996
- Pluie, 1996
- Chat, 1996
- Centaure, 1996
- Corps de pensée moyenne, 1996
- Le Centaure, 1996
- Main, 1996
- Chatte, 1996
- Deuxième Pensée, 1996
- Quinzième Pensée, 1996
- Dix-Neuvième Pensée, 1996
- Douzième pensée, 1997
- Une colombe, 1997
- Le Messager, 1997
- Tête, 1997
- Qui ?, 1997
- La mer, ce grand sculpteur, 1997
- Voler, 1998
- Au fil du temps, 1998
- L'Allée des pensées, 1997-1999
- Voler, 1999
- Équilibre, 2000
- Quelqu'un, 2001
- Vingt-cinquième Pensée, 2001
- La Ville en marche, 2001
- Savoir, 2001
- Méditerranée, 2001
- Panthère, 2003
- Walking, 2003
- Je me souviens, 2004
- L'Homme aux poissons, 2004
- Fontaine aux poissons, 2004
- L'Uomo della pace, 2005
- Partir, 2005
- L’Envol, 2005
- Le Chemin, 2005

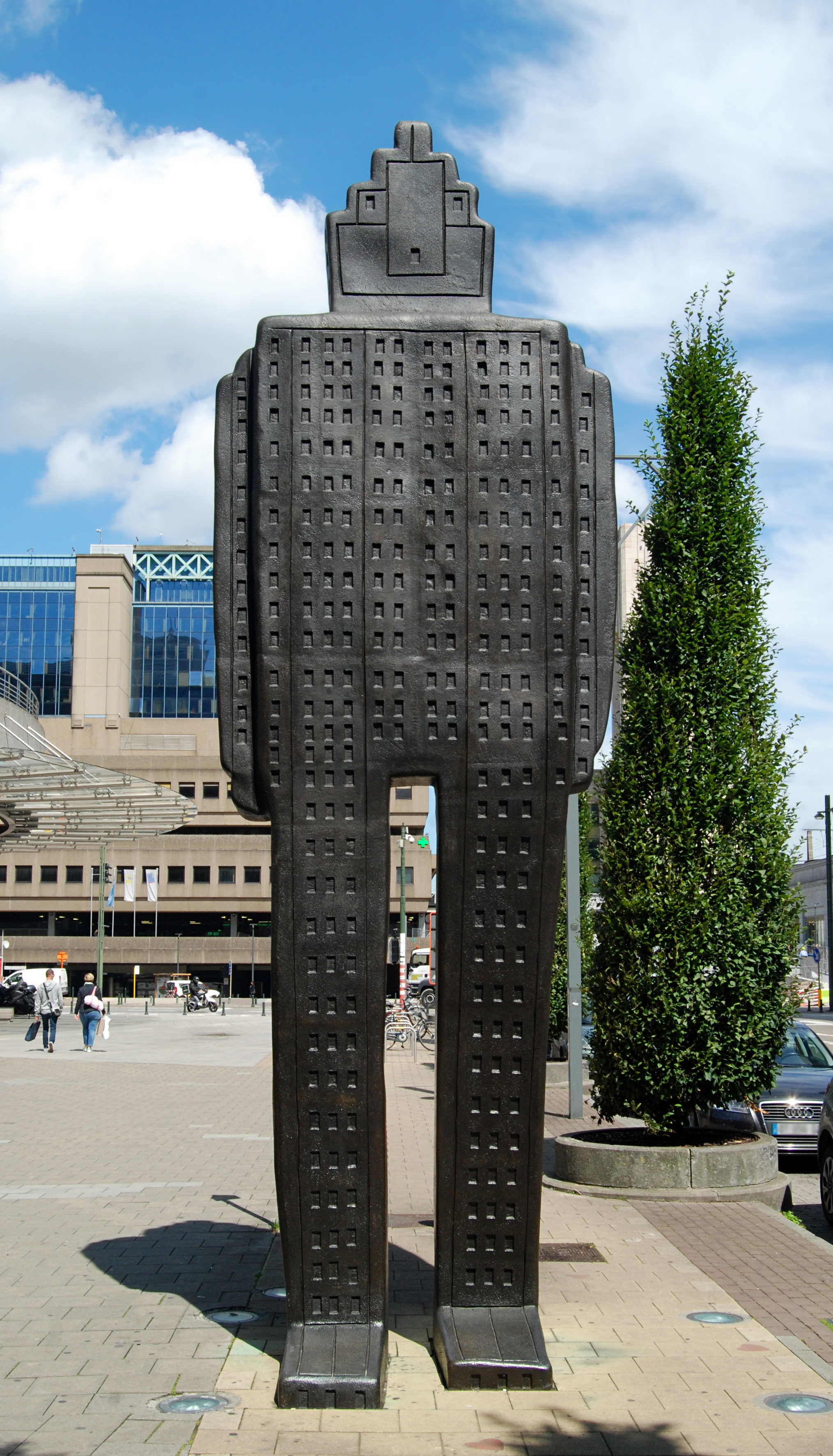
La Ville en marche, 2001.
Bruxelles - rue du Progrès.

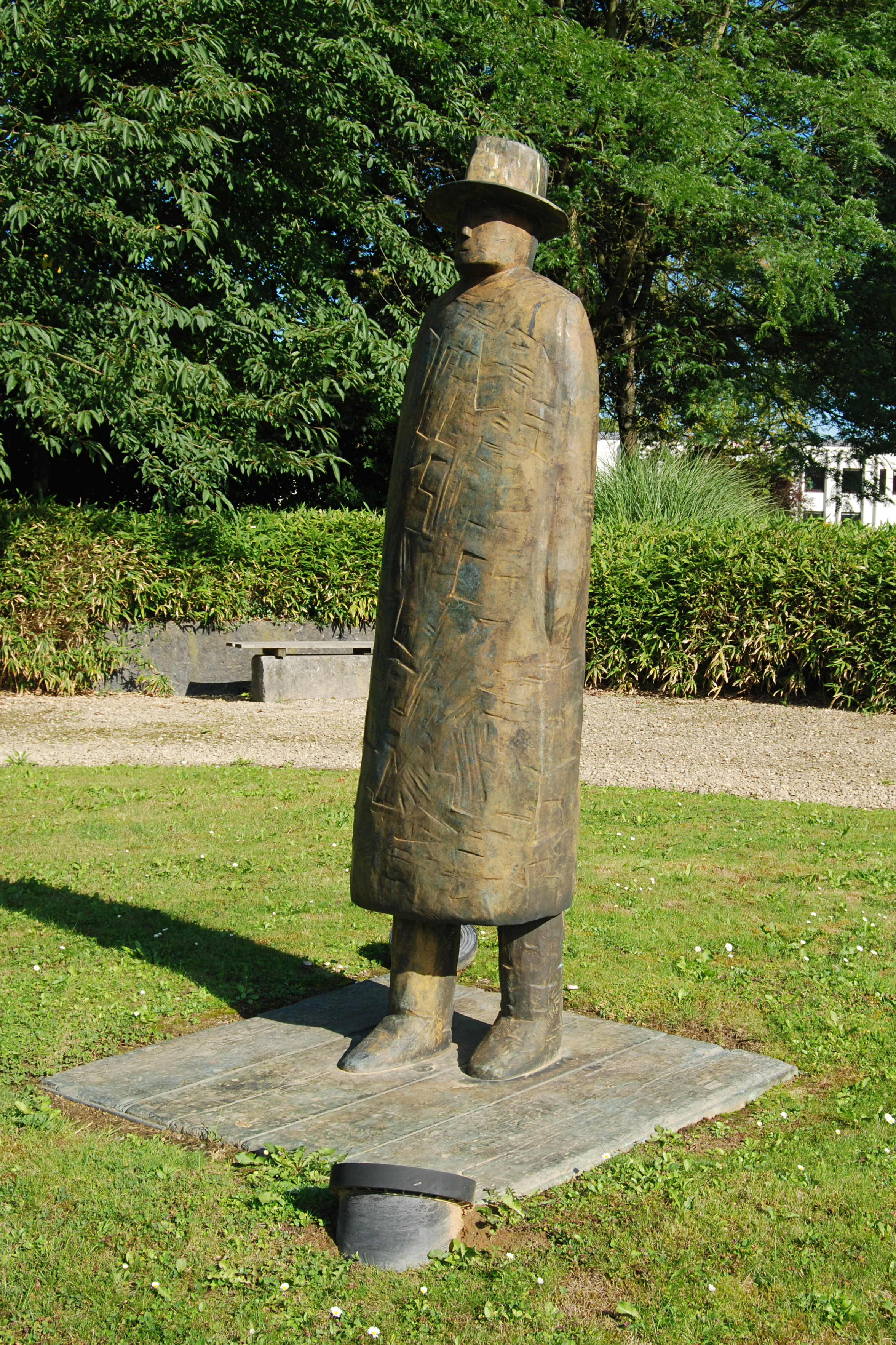
Quelqu'un, 2001.
Collines de Wavre.

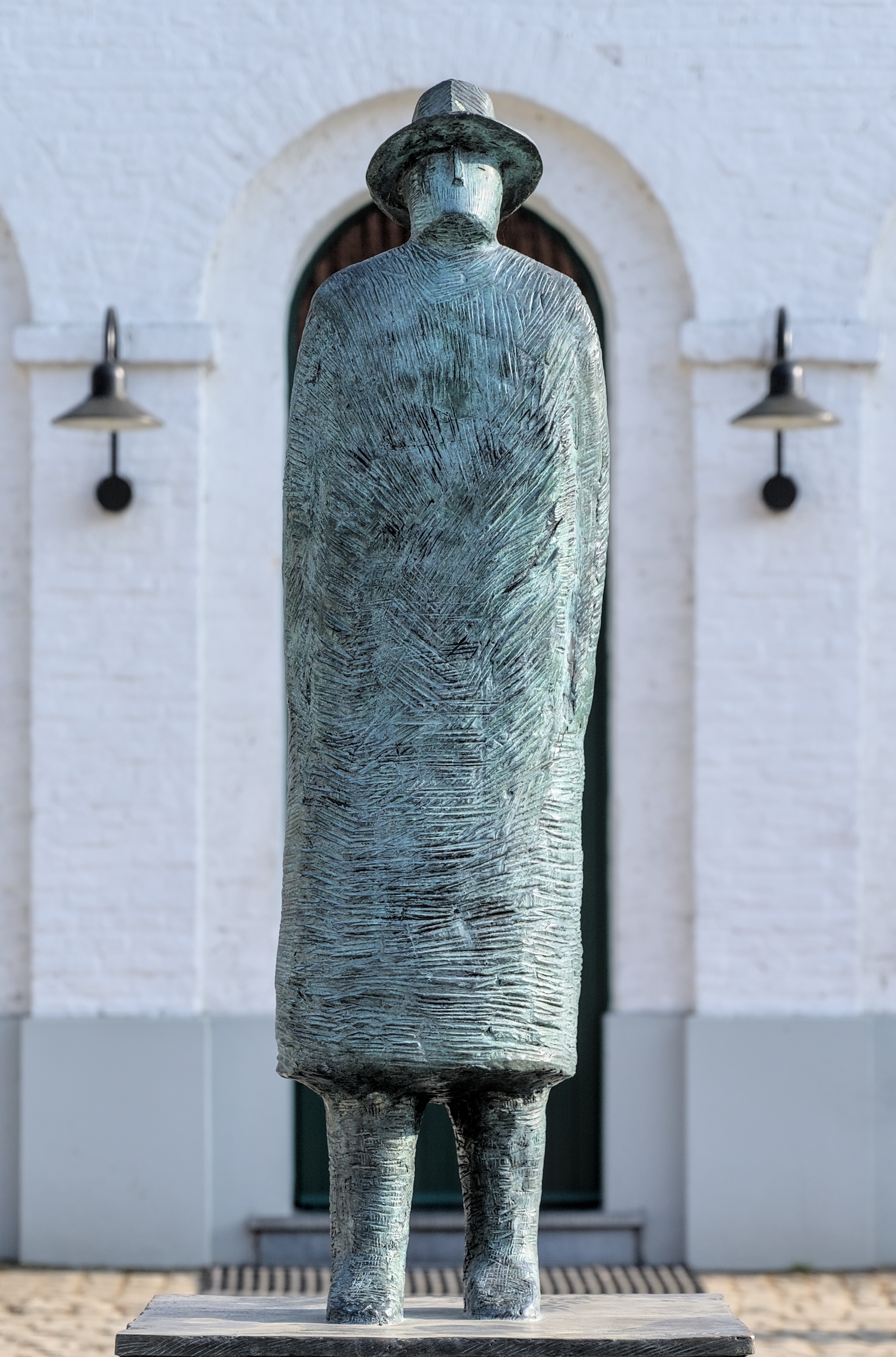
Statue exposée devant la Fondation Folon.

- Personnage de loin sans base, sans date
- Corps de pensée moyenne, sans date et non finie

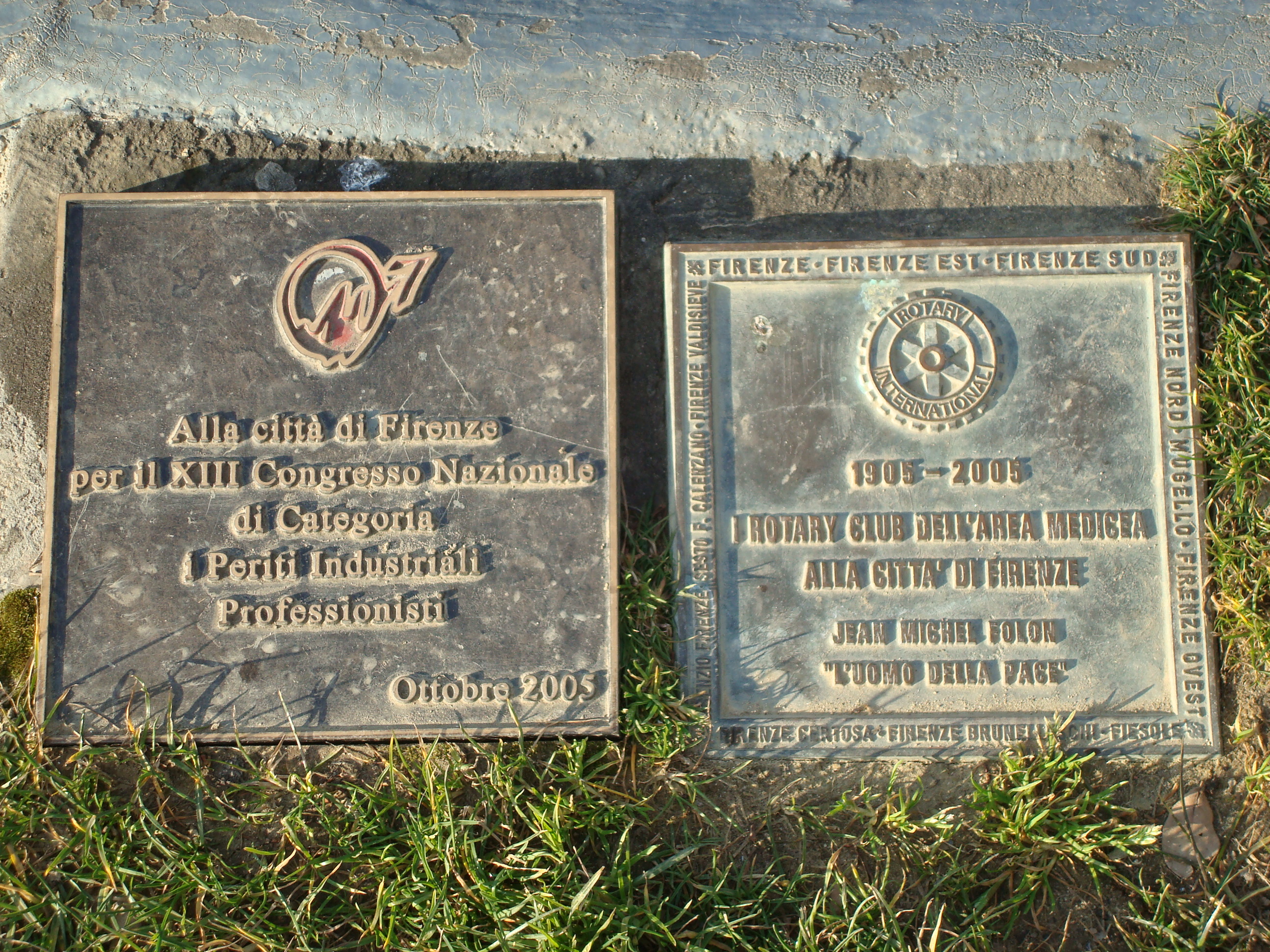
100e anniversaire du Rotary : don de L'Uomo della Pace de Jean-Michel Folon à la ville de Florence.
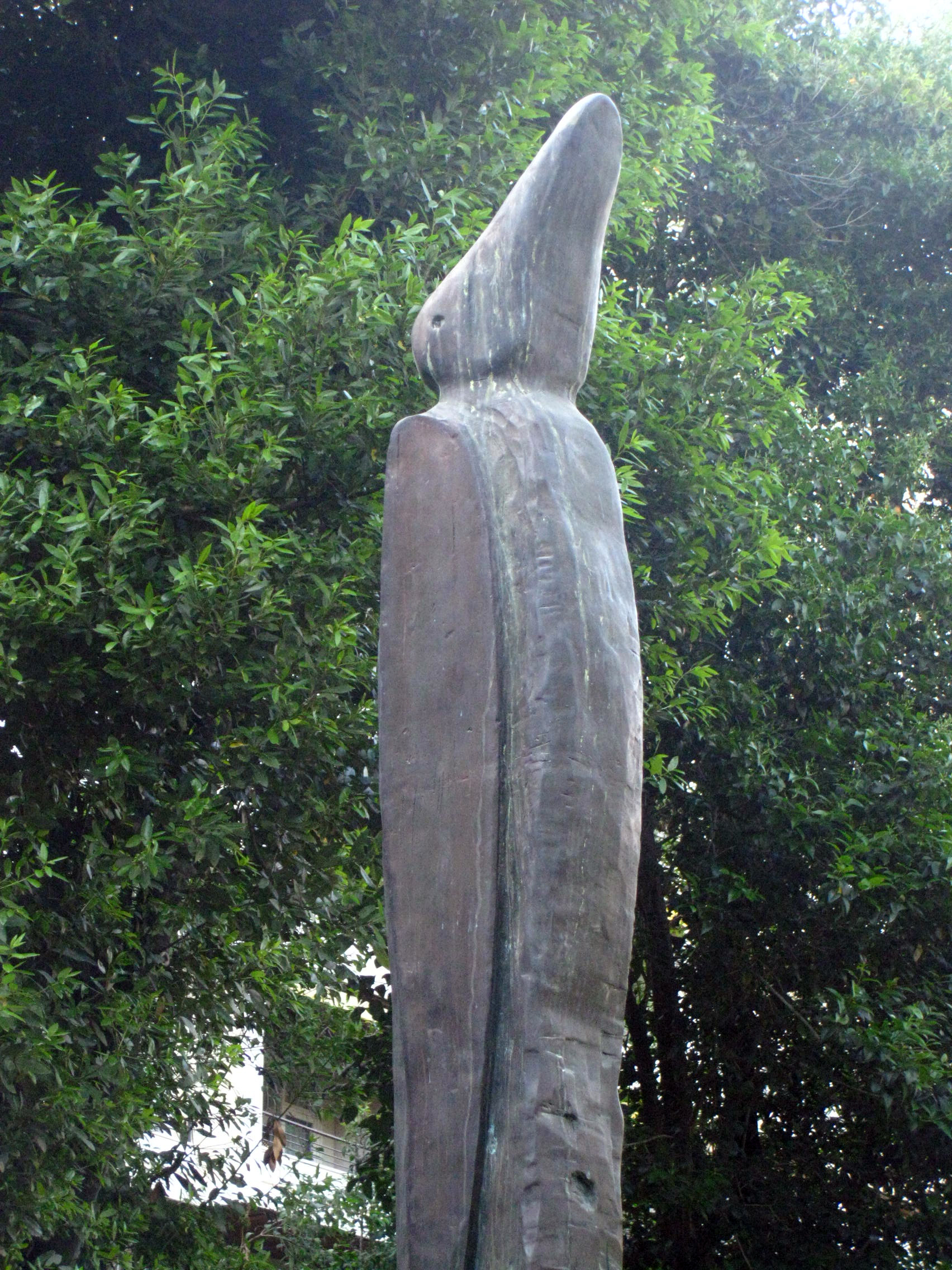
L'oiseau, de Jean-Michel Folon, Turó Park de Barcelone.

### Affiches
- Paris vu par… (1965)
- Cacharel (1968)
- Quelque part quelqu'un (1972)
- Quoi ? (1972)
- La Première Année (1973)
- Lily, aime-moi (1975)
- La spirale (1976)
- F comme Fairbanks (1976)
- Je sais - Richard Cocciante (couverture) (1976)
- Un type comme moi ne devrait jamais mourir (1976)
- Festival de Cannes 1978
- Festival de Cannes 1979
- Stalker (auteur de la version française de l'affiche, 1979)
- Du beurre dans les tartines (1980)
- L'amour nu (1981)
- Internationaux de France de tennis 1981
- Internationaux de France de tennis 1982
- La rose pourpre du Caire (1985)
- September (1987)
- Sur la terre comme au ciel (1992)
- L'Arbre orange

### Timbres-poste
- Philexfrance 82 : La Poste et les hommes et La Poste et les techniques, timbres de France, 1982.
- Logo de Philexfrance 89.
- Les Oiseaux, bicentenaire de la Révolution française, timbre français, janvier 1989.
- Série Europa, quatre timbres en deux diptyques britanniques, 1991.
- Ves Jeux paralympiques de Tignes, timbre français, 1992 (reprenant le thème des oiseaux).
- 50e anniversaire de la Déclaration universelle des droits de l'homme, timbres de l'Administration postale des Nations unies (bureaux de New York, Genève et Vienne), 1998.
  - timbre d'Italie, 1998, reprise d'un des motifs des timbres de l'ONU (thème des oiseaux).
- Élections européennes de juin 1999, timbre de France, 1999.

### Première de couverture dans la littérature
- Small is beautiful. Une société à la mesure de l'homme, de E.F. Schumacher
- Gros-Câlin, de Romain Gary
- Le Meilleur des mondes de Aldous Huxley
- Déclaration universelle des droits de l'homme
- Le Buveur de temps de Philippe Delerm

### Autres œuvres
- Décor de la Chapelle des Pénitents blancs à Saint-Paul-de-Vence
- Les Oiseaux, bicentenaire de la Révolution française, carte téléphonique de France Télécom, 50 unités, janvier 1989 (?)
- Ein Baum stirbt - Un albero muore - esemplare numerato, 1974, au Museo Cantonale d'Arte de Lugano[14].

### Filmographie
- 1976 : Un type comme moi ne devrait jamais mourir de Michel Vianey : Léopold Bloom
- 1981 : L'Amour nu de Yannick Bellon : Simon

### Restauration du yachtOver the Rainbow of London
Le navire Over the Rainbow of London est un  yacht classique de 1930, construit par le Chantier Dickie & Sons à Bangor, tout en bois et d'une longueur de 35 mètres.
Après en être littéralement « tombé amoureux » au milieu des années 1990 en l'apercevant dans le port Hercule, Jean-Michel Folon rachète le bateau en 2002 et le fait restaurer au prix de deux ans de travaux et d'un investissement très important aux chantiers de Mondomarine (en) à Savone.

## Dans la culture populaire
Dans les années 1970, il dessine trois génériques animés: pour l'émission littéraire Italiques (1971-1974) avec la musique du film À l'aube du cinquième jour, composée par Ennio Morricone en 1969, Le Grand Échiquier (une émission lui est consacrée en 1983) puis avec le compositeur Michel Colombier, l'ouverture et la fermeture d'antenne d’Antenne 2, diffusé entre 1975 et 1983, où ses bonshommes bleus s'envolent sur une cantilène mélancolique de Michel Colombier, librement inspirée de l'adagio du concerto pour hautbois et orchestre en ré mineur d'Alessandro Marcello (publié en 1717). Ce morceau est intitulé Emmanuel en mémoire du fils du compositeur, décédé tragiquement[réf. nécessaire].
En 1980, la chanteuse Sheila fait référence à son œuvre dans Les sommets blancs de Wolfgang, deuxième 45 tours extrait de son album Pilote sur les ondes.
En 1985, une chanson intitulée Comme dans les dessins de Folon, et écrite par Philippe Delerm, figure dans l'album La langue de chez nous de l'auteur-compositeur-interprète Yves Duteil.
En 2014, le chanteur Calogero affirme que les musiques d'Ennio Morricone et les hommes volants de Folon sont la première inspiration de son œuvre.